# Castrum doloris

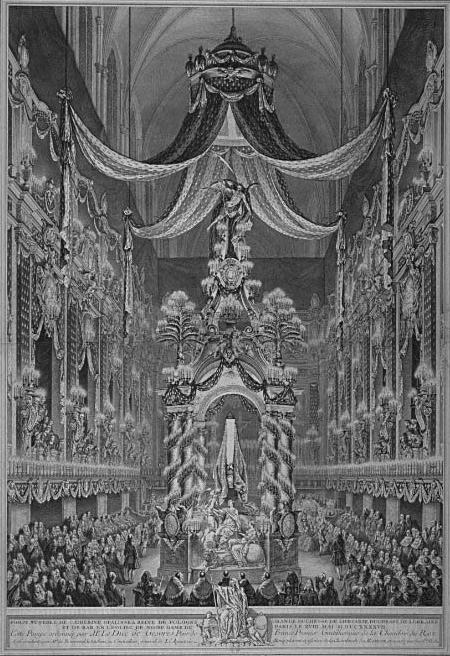
Castrum doloris królowej Polski Katarzyny Opalińskiej w kościele Notre-Dame de Bon Secours w Nancy

Castrum doloris (łac. dosł. „obóz, twierdza, zamek boleści” jako miejsce smutku) – w świecie chrześcijańskim dekoracyjnie wystawna forma katafalku przygotowanego dla odprawiania uroczystości pogrzebowych (żałobnych), stosowana od wczesnego średniowiecza, szczególnie rozpowszechniona i okazała w XVII–XVIII wieku. Urządzano je także symbolicznie, niekiedy w wiele lat po śmierci.
Obyczaj przystrajania przestrzeni ceremonii żałobnych znany był już w Rzymie w VII wieku. Uroczystości odbywały się w kaplicy, kościele, zamku lub pałacu zmarłego i trwały czasami kilka dni, niekiedy nawet w kilku miastach czy krajach jednocześnie.

W XVII i XVIII stuleciu castra doloris zyskały wyjątkowo rozbudowaną oprawę architektoniczno-scenograficzną o bogatym programie symboliczno-alegorycznym (np. przygotowane dla Jana III Sobieskiego). Często były to kilkukondygnacyjne konstrukcje (najczęściej drewniane) wyposażone w tempietto, baldachim, fragmenty fortyfikacji, piramidy, obeliski, figury świętych, personifikacje, elementy heraldyczne i symboliczne, z portretem trumiennym oraz scenami z życia zmarłego. Całość iluminowano setkami świec, od czego we Włoszech powstała nazwa capella ardente (capelardente). W barokowej Polsce u podnóża castrum odbywano szczególny spektakl pogrzebowy – theatrum funebris, do którego przygotowania mogły trwać nawet rok lub dłużej.
Prawdopodobnie jedyne zachowane w Polsce castrum doloris znajduje się w kościele pw. Andrzeja Apostoła i Matki Boskiej Wspomożenia Wiernych we wsi Lutom, położonej na Pojezierzu Międzychodzko-Sierakowskim w Wielkopolsce. Obiekt został zbudowany na potrzeby pogrzebu kasztelana kaliskiego Jana Korzbok Łąckiego.